# 李坰鎬
李 坰鎬（イ・ギョンホ、朝鮮語: 이경호、1917年11月1日 - 1987年2月28日）は、大韓民国の官僚、検察官、憲法学者、政治家。第10代韓国国会議員、第14代保健社会部長官。本貫は全州李氏。号は仁山（인산、インサン）。日本名は李家 坰鎬。
岳父は制憲国会議員の晋直鉉、娘の李玲愛とその夫の金賛鎮も国会議員を務めたことがある。

## 経歴
全羅南道光陽に生まれた。1940年に京城法学専門学校を卒業。1942年に九州帝国大学法文学部法科（現・九州大学法学部）を卒業し、1943年に高等文官試験司法科に合格した。朝鮮光復後の1947年に憲法学者としてソウル大学校法科大学助教授、1950年に東国大学校教授を務めた。
1951年からの10年間で法務部情報課長・訟務課長・法務課長を歴任し、1960年に法務部法務局長兼大検察庁検事を務めた。1962年に憲法審議委員会専門委員として第三共和国の憲法の制定に関与し、翌年の韓日会談で韓国側代表として参加した。1965年8月に法務部次官、1968年5月に国防部次官、1970年10月に交通部次官を歴任し、1971年6月から1973年12月まで第14代保健社会部長官を務めた後、第10代総選挙で国会議員に当選後は維政会運営委員長を務めた。
持病により自宅にて69歳で死去した。著書に『憲法講義』などがある。